# Cúpula Arctowski
Cúpula Arctowski (62° 08′ S, 58° 38′ O) é uma calota de gelo axial principal da Ilha do Rei George, entre 57° 45'W e 58° 50'W. Nomeada pela Expedição Antártica Polonesa, 1980, em honra de Henryk Arctowski (1871-1958), meteorologista americano de origem polonesa (Enseada Arctowski, quod vide).